# Pădurea cu narcise de la Oșorhei
Pădurea cu narcise de la Oșorhei este o arie protejată de interes național ce corespunde categoriei a IV-a IUCN (rezervație naturală, tip botanic) situată în partea centrală a județului Bihor, comuna Oșorhei, pe teritoriul administrativ al satului Alparea.

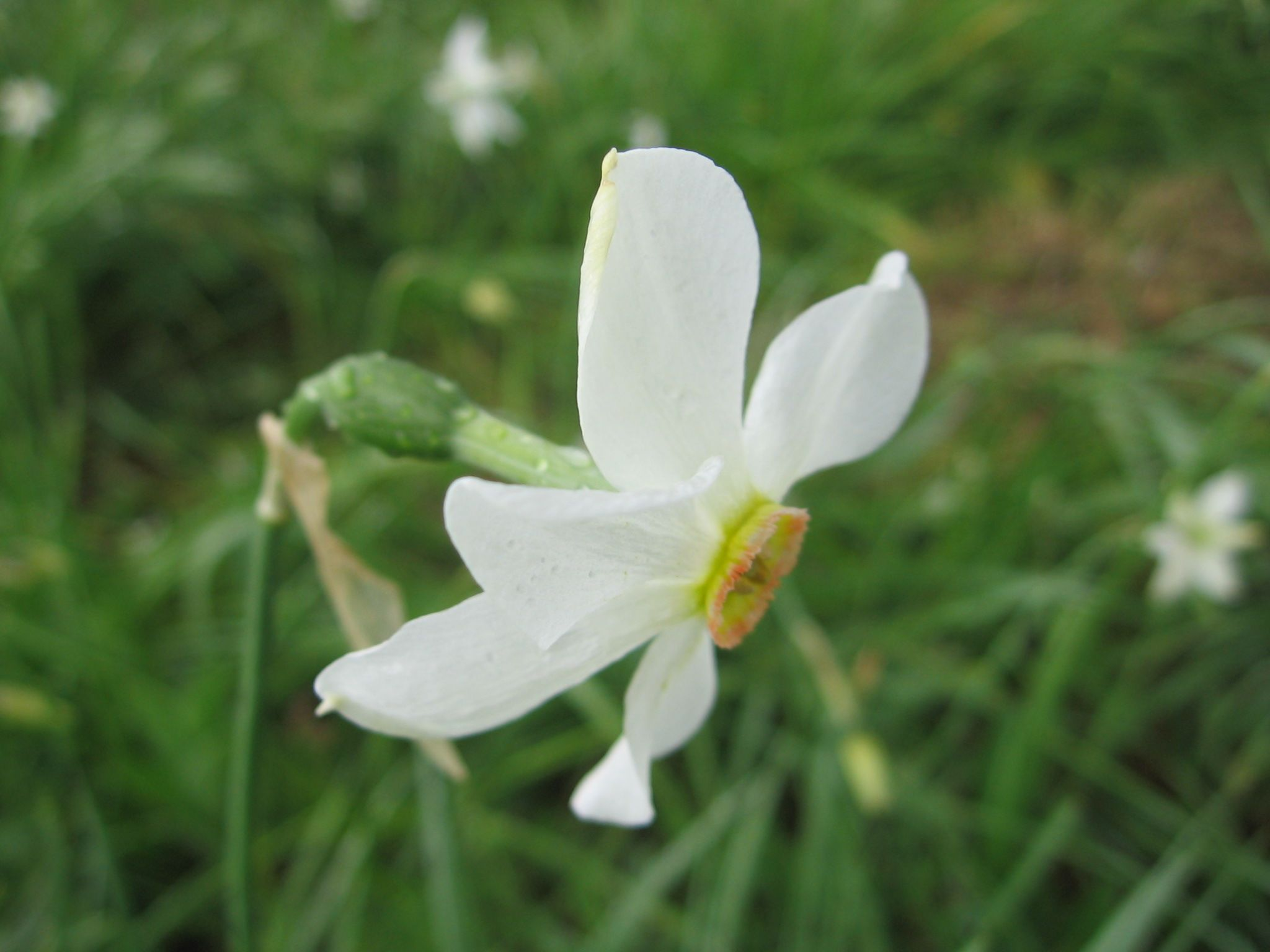
Narcisa sălbatică (Narcissus angustifolius)

Rezervația naturală Pădurea cu narcise de la Oșorheii, cu o suprafață de 2 ha, este acoperită cu pădure de foioase (fag, stejar, mesteacăn, alun, tei), unde în pâlcuri, vegetează o specie protejată de narcisă sălbatică (Narcissus angustifolius).